# Turbinaria patula
Turbinaria patula е вид корал от семейство Dendrophylliidae. Видът е уязвим и сериозно застрашен от изчезване.

## Разпространение и местообитание
Разпространен е в Австралия, Вануату, Виетнам, Индия, Индонезия, Камбоджа, Кирибати, Малайзия, Маршалови острови, Микронезия, Науру, Нова Каледония, Остров Норфолк, Палау, Папуа Нова Гвинея, Провинции в КНР, Сингапур, Соломонови острови, Тайван, Тайланд, Тувалу, Фиджи и Филипини.
Обитава крайбрежията на океани, морета и рифове в райони с тропически и субтропичен климат. Среща се на дълбочина от 1 до 28 m, при температура на водата от 21,4 до 26,8 °C и соленост 35 – 35,6 ‰.